# ドレパナスピス
ドレパナスピス（Drepanaspis）は、デボン紀前期に生息していた魚類の仲間。
体長約30cm。体が幅広く、平らになっている。目が左右に離れていたことから海底の泥の中を這い回って餌を探していたと考えられている。